# 수베니어: 파트 I
《수베니어: 파트 I》(영어: The Souvenir)은 2019년 개봉한 미국, 영국의 드라마 영화이다. 조애나 호그가 감독과 각본을 맡았으며, 2019 선댄스 영화제에서 전 세계 최초로 상영되었다.

## 출연

### 주연
- 틸다 스윈튼
- 리차드 아요아데
- 아리안 라베드
- 톰 버크